# Chengdu J-9
Chengdu J-9 – niezrealizowany projekt chińskiego myśliwca przechwytującego. W jednostkach linowych, samolot wraz z maszyną Shenyang J-8 miał pełnić rolę podstawowych myśliwców chińskich sił powietrznych. Prace nie wyszły poza wstępny projekt, który został zarzucony w 1980 roku na korzyść samolotu Chengdu J-10.

## Historia
Prace projektowe nad nowym samolotem przechwytującym rozpoczęły się w zakładach w Chengdu (obecnie Chengdu Aircraft Industry Group) w 1964 roku. Nowa maszyna miała stanowić znaczny postęp wobec dotychczas używanych w chińskich siłach zbrojnych samolotów. Planowano zastosować jeden silnik turbinowy o mocy 85 kN (z dopalaniem 124 kN). Oczekiwano, że J-9 będzie zdolny do lotu z prędkością 2,5 Ma na wysokości 22 000 metrów, promień działania rzędu 350 km i masę na poziomie 14 ton. Prace projektowe doprowadziły do powstania koncepcji aż czterech różnych samolotów. Różnice dotyczyły układu zastosowanego skrzydła. Do dalszej realizacji, w 1965 roku wybrano projekt oznaczony kryptonimem J-9B-V. Samolot miał mieć poprawione parametry techniczne. Promień działania zwiększono do 600 km, długotrwałość lotu do 3 godzin a prędkość wznoszenia na poziomie 200 m/s. Aby sprostać wymaganiom powiększono powierzchnie nośną (do 62 m²) samolotu i wygospodarowano miejsce na dodatkowe zbiorniki paliwa. Niestety dla projektu, druga połowa lat 60. XX wieku w Chinach to okres rewolucji kulturalnej, która zahamowała dalsze prace nad samolotem aż do 1968 roku. Ponowna intensyfikacja prac zakończyła się przeorganizowaniem całego projektu, kiedy to w czerwcu 1970 roku kolejny raz podniesiono wymagania względem samolotu. Tym razem promień działania miał wynosić 1000 km i znacząco wzrosnąć manewrowość samolotu. Konstruktorzy wrócili do zarzuconego wcześniej projektu oznaczonego jako J-9B-VI. Miała to być maszyna nawiązująca swoim układem konstrukcyjnym do szwedzkiego samolotu Saab JA-37 Viggen. Przedni ster wysokości oraz skrzydła w układzie delta miały zapewnić J-9 dobre właściwości manewrowe w dużym zakresie prędkości. Prace projektowe zakończono w lutym 1975 roku a w listopadzie tego samego roku podjęto decyzje o budowie pięciu prototypów. Nie dysponowano jednak odpowiednią jednostką napędową zdolną zapewnić maszynie uzyskanie odpowiednich osiągów. Przewidywany silnik WS-6 nie był w owym okresie dostatecznie sprawny. W 1980 roku podjęto decyzje o anulowaniu całego programu.